# سيناكالست
سيناكالست (بالإنجليزية: Cinacalcet)‏ هو دواء محاكٍ للكالسيوم (يحاكي مفعول الكالسيوم في الأنسجة) من خلال تنشيط تفارغي لمستقبل استشعار الكالسيوم الموجود في مختلف أعضاء الجسم.

## التسويق
تنتجه شركة أمجن تحت اسمين تجاريين هما:
- Sensipar في أمريكا الشمالية وأستراليا
- Mimpara في أوروبا

## الاستعمالات الطبية
يستعمل في علاج فرط الدريقات الثانوي الناتج عن الإصابة بمرض الكلى المزمن وهو في مرحلته الأخيرة ويعالج بغسيل كلوي. لكن في هذه الحالة لا يبدو أنه يقلل الوفيات، فهو وإن كنان يقلل من الحاجة لاستئصال الدريقة لكنه تظهر معه مشكلة نقص كالسيوم الدم.
كما يستعمل في علاج فرط كالسيوم الدم في المرضى المصابين بسرطان الغدة الجار درقية.
وكذلك يمكن استعماله في علاج فرط الدريقات الأولي في المرضى الذين لا يمكن إجراء استئصال الدريقة لهم.